# 金映旭
金映旭（：／ Kim Yeong-ook，1965年7月5日—），是大韓民國的政治人物，現任釜山廣域市釜山镇区區廳長。

## 選舉
2018年第7次全國同步地方選舉中，他獲得自由韓國黨提名參選釜山廣域市釜山鎮區議員，但以39.44%的得票率落敗。
2022年第8次全國同步地方選舉階段，與上屆支部選舉一樣，在競選中獲勝，獲得國民力量黨內提名，重新參選釜山廣域市釜山鎮區區長，最終當選。